# Cattenbroek (Zeist)
Cattenbroek of Cattenbroeck is een voormalige ambachtsheerlijkheid ten zuiden van Slot Zeist. In 1811 werd Cattenbroek een deel van de gemeente Zeist.
Broek duidt op een laaggelegen gebied dat nat blijft door kwel (opwellend grondwater) of is een langs een rivier of beek gelegen laag stuk land dat regelmatig overstroomt en 's winters vaak langere tijd onder water staat. Moerasklei wordt in het westelijk deel van Utrecht ook wel 'katteklei' genoemd. Dergelijke laaggelegen natte gronden werden alleen begraasd in drogere perioden of werden als hooiland gebruikt.
De kleine ambachtsheerlijkheid Cattenbroeck had een oppervlakte van 225 hectare en telde in 1748 slechts vier huizen. 
In 1361 wordt de naam Cattenbroeck voor het eerst genoemd als Otto van Cattenbroeck acht morgen land in erfpacht krijgt van het kapittel van Sint-Pieter te Utrecht. In 1376 stelde de officiaal van de aartsdiaken van Utrecht het kapittel van Sint-Pieter in het gelijk in zijn geschil met Johan van Renesse. Het kapittel werd daarbij eigenaar van 8 morgen bouwland gelegen onder Zeist, tussen de Zeister- of Straterwetering en de Cattenbroeker- of Roemsterwetering. In 1388 wordt Jan van Renesse heren Johanszoon door de bisschop van Utrecht beleend met 4 morgen land gelegen in Cattenbroek bij Zeist, strekkende van de Dolreberchse hofstede aan de Wersweg in Cattenbroek, na opdracht door Johan van Renesse, ridder, zijn vader.
De naam Cattenbroeck kwam tot 1950 voor als naam van een woonhuis aan de Koppeldijk 22 in Zeist-West. Dit huis werd later door brand verwoest, waarna op die locatie een bejaardenhuis werd gebouwd. De naam kwam Cattenbroeck kwam later terug als naam van een coöperatieve woonvereniging.
De huidige Laan van Cattenbroek is in 1933 naar de ambachtsheerlijkheid genoemd.